# 望廈村

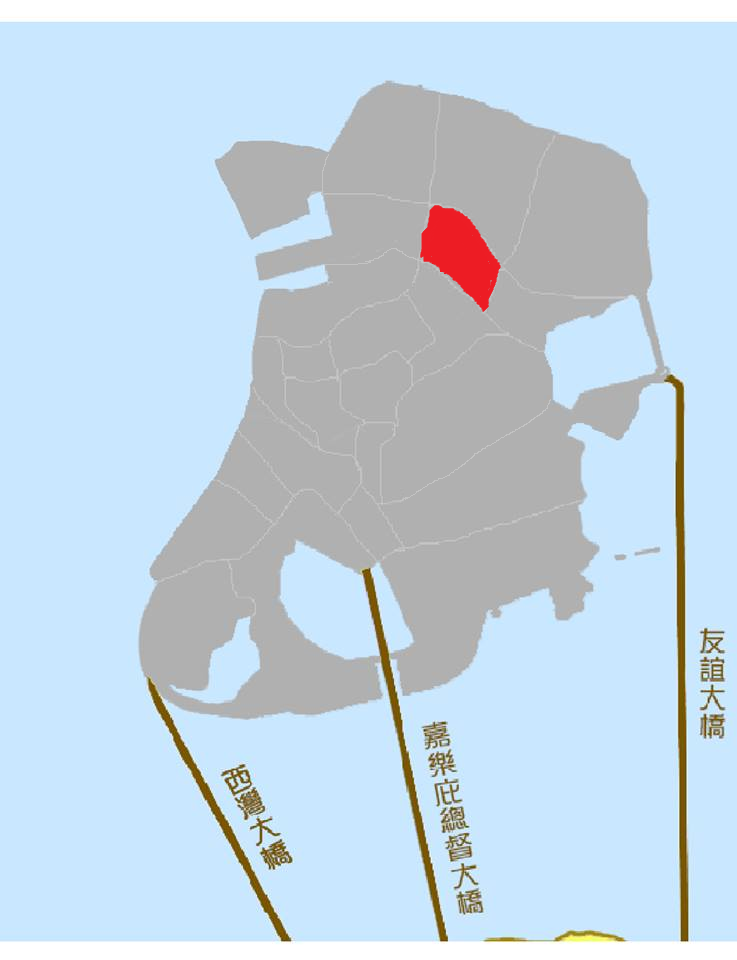
澳門半島上的望廈

望廈村（又名旺廈村、望霞村），是位於澳門望廈山附近，一個歷史悠久的村落。其地理位置是通往早期澳門城的必經之路，早有汛兵營駐防。後至清光緒年間，澳葡政府藉開闢馬路和卫生考虑將其取消及占據，現已不存。

## 名稱來源
歷史上村名曾有九個不同的稱呼：明萬曆十九年《全海圖誌》稱為望下村，清代稱旺廈村，而清末分別有望霞村、旺下村、望廈莊、旺廈鄉（澳葡侵佔之際）、望廈角（勘界時期）、旺廈角（勘界時期）等稱呼。而目前通用的稱呼就是望廈村。
由於望廈村內很多村民是來自福建廈門，「望廈」之命名有遙望廈門之含意；「旺廈」之取名則有期望廈門興旺發達之含意。「望廈」與「旺廈」都蘊含著福建人的鄉思之情。至於「望霞」之稱，乃出自清末名將丘逢甲之詩句，但其來源則不詳。

## 開村時間
根據歷史學者湯開建的考證，望廈村的開村時間大約在明嘉靖二十七至三十二年之間（1547至1553）。

## 沿革
很多望廈村的村民多屬閩潮人氏，遷移自福建廈門。望廈村可追溯至明朝洪武十四年（即1381年），屬香山恭常都轄村。但說其開村，碑刻的記載是明洪武十九年（即1386年）。但在開村之前，就已有何姓入居，當時尚有同鄉的林、沈二姓。趙氏亦於明末遷入。惟清初受遷海令影響，村落一度被廢。
雍正八年（1730），广东总督郝玉麟奏请清廷設香山縣丞。及至清朝乾隆八年（即1743年），清政府應兩廣總督策楞奏請，移澳門縣丞衙署到望廈村，專責處理澳門的華洋事務。此縣丞衙署隸屬於澳門海防軍民同知（簡稱澳門同知），屬香山縣管轄。望廈村從早期的500餘戶，約20多條里巷，其後逐漸發展成澳門半島的大村落，小街街巷達130多條。
道光二十九年（1849年），葡萄牙人驅逐望廈村的縣丞與官員，拆毀望廈村的縣丞衙署。當時縣丞遷署前山城內，士兵退守白石村三山宮（白石村即今珠海前山銀石雅園）。望廈村民在城隍廟址自行組織「望廈鄉民知守義團」，捍衛家園社稷。由於村民同心力抗和地勢關係，《香山縣誌》記載：「光緒十三年正月，外人逼索望廈村燈費地租，編列門牌，村人鳴鑼號眾，外人懼，卻走。」又如香山知縣李徵庸在光緒十六年上奏「望廈村從未甘向外人交租」，可見當時望廈村仍未為葡萄牙人管治。及後望廈村因天然屏障消失，望廈村終被澳葡政府佔據開闢馬路，然而，清政府非但未有據理力爭收回望廈村，反而計劃將望廈村作為交換地塊的籌碼。提出以龍田村、望廈村換回葡萄牙人在氹仔、路環所佔土地，結果遭到葡萄牙人拒絶，龍田村、望廈村以至氹仔、路環全部落入葡萄牙人之手。現在，正如《澳門市街名冊》所述：「望廈村，原日坐落望廈山西南山腳，迨後開闢美副將大馬路時，已取銷，現已不存在。」
20世紀初，望廈村除了傳統的建築外，還有六和水廠水塘、炮竹軬、蚊香廠等。1926年分別在此舉辦過「工業展覽會」與「望廈實業展覽會」。1930年郵電司沿美副將大馬路興建平房，供職員居住。

### 村落範圍
望廈村村界最初並不清晰，至1627年澳門修築城牆，以牆北為望廈村南界。17世紀以以蓮花山（望廈山）為北界。19世紀中，村界東南至龍田村，西南至新橋村，北靠望廈山，東臨螺絲山；後期北延至關閘，東伸至馬交石山。

## 歷史事件

中美簽訂《中美望廈條約》之地——普濟禪院

- 清乾隆八年（1743年），清政府在望廈村設澳門縣丞衙署[來源請求]
- 清道光十九年（1839年），欽差大臣林則徐在蓮峰廟接見葡萄牙理事官，並宣佈嚴禁鴉片，下令葡萄牙人驅逐英國的鴉片販子[來源請求]。
- 清道光二十四年（1844年），清政府與美國在望廈村普濟禪院簽訂不平等條約——《中美望廈條約》[來源請求]。
- 清道光二十九年（1849年），葡萄牙人驅逐望廈村的縣丞與官員，拆毀望廈村的香山縣縣丞署，正式侵佔澳門[來源請求]。
- 清道光二十九年（1849年），澳門總督亞馬留因推行殖民擴張政策，被望廈村民沈志亮與同伴刺殺身亡[來源請求]。
- 清光緒九年（1883年），澳葡政府侵佔望廈村，並強編村民戶籍、勒收地租，引致村民組織「望廈鄉民知守義團」進行反抗[來源請求]。

## 現代
昔日的望廈村面貌随着澳門的經濟發展與建設而消失。在現今的普濟禪院旁邊，仍存留小部分望廈村的街巷建築，而昔日望廈村的街巷有些至今仍然存在，例如牧羊巷。
而目前望廈村尚存的建築物包括蓮峰廟、觀音堂、觀音古廟（觀音仔、城隍廟），何氏宗祠、望廈炮台、康真君廟、唐家花園、天主教望廈聖方濟各堂等。另外望廈堡壘以及兵營已改建為澳門旅遊學院以及望廈社屋望賢樓。
有學者評價道：「昔日的望廈村今天已成為馬路縱橫、大廈林立之市區，許多文物古蹟也多已風流雲散。澳門城市的擴張，經濟結構和市政設施的改善，再不應該破壞所剩無幾的望廈肌理，一些城規委員認為觀音堂與康真君廟均有數百年歷史，這些碩果僅存的望廈村肌理應予保留，不應妄動。」

### 著名建築／重要地點
- 望廈總站
- 望廈體育中心

### 資料來源
1. 1 2   (PDF).   [2021-11-12]. （原始内容存档 (PDF)于2021-11-12）.
2. 1 2  
.   [2016-09-14]. （原始内容存档于2016-10-13）.
3. ↑  申良翰編修，《香山縣志》，1673年。
4. ↑  市民鮑紹堂向市博捐贈三山廟重修碑 白石村史或由此上推百年 珠海市政府網站 2011-07-07[永久]
5. ↑  .   [2009-06-12]. （原始内容存档于2009-06-12）.
6. ↑  .   [2016-11-20]. （原始内容存档于2016-11-20）.

## 外部連結
- 人民网：明清政府对澳门的管治 （页面存档备份，存于）